# Renée Jones
Pour les articles homonymes, voir Jones.
Renée Jones est une actrice américaine née le 15 octobre 1958 à Opa-locka, Floride (États-Unis).

## Filmographie

### Cinéma
- 1986 : Jason le mort-vivant (Friday the 13th Part VI: Jason Lives) : Sissy Baker
- 1990 : The Terror Within II : Robin
- 1991 : Talkin' Dirty After Dark : Kimmie

### Télévision
- 1982 : Forbidden Love (TV) : Michelle
- 1983 : Deadly Lessons (TV) : Cally
- 1984 : The Hero Who Couldn't Read (TV) : Cynthia Beale
- 1984 : Jessie (série TV) : La secrétaire d'Ellie Mack
- 1984 : Santa Barbara - 8 épisodes (série TV) : Toni Carlin
- 1987 : The Liberators (TV) : Lilah
- 1989 : Heart and Soul (TV) : Brenda Kincaid
- 1992 : Tracks of Glory (feuilleton TV) : Daisy
- 1992 : Star Trek : La Nouvelle Génération - saison 6 épisode 13 (série TV) : Lieutenant Aquiel Uhnari
- 1993-2012 : Des jours et des vies : ("Days of Our Lives") - 227 épisodes (feuilleton TV) : Lexie Carver #5

## Voix françaises
- Dorothée Jemma dans Des jours et des vies (1982-2012)